# Lisselbo, Sala kommun
Lisselbo är en by i Möklinta distrikt (Möklinta socken) i Sala kommun, Västmanlands län (Västmanland).
Lisselbo omtalas i dokument första gången 1395 ('Lillabodhom, 1399 'Litzlabodhom'). I jordeboken anges Lisselbo från 1500-talet som 1 mantal, 4 öresland. Storskifte förrättades i byn 1764 och laga skifte 1848–1849. I samband med laga skifte fanns fyra gårdar i byn. Namngivna torp i byn är Lisseltorp, Laggarbotorpet och Klintmossen. En nyare namngiven fastighet är Furuliden, även kallad "Smens". En skola fanns i Lisselbo 1868–1962.